# سیاه‌دهان‌ها
سیاه‌دهان‌ها (نام علمی: Melanostomias) نام یک سرده از تیره اژدهاماهیان است.